# Ochneae
Ochneae es una tribu de la familia Ochnaceae.  El género tipo es Ochna A. St.-Hil.
Comprende los siguientes géneros: 

## Géneros
Según GRIN:
- Brackenridgea A. Gray
- Camptouratea Tiegh. = Ouratea Aubl.
- Campylospermum Tiegh.
- Diporidium H. L. Wendl. = Ochna L.
- Elvasia DC.
- Gomphia Schreb. = Ouratea Aubl.
- Hostmannia Planch. = Elvasia DC.
- Idertia Farron ~ Ouratea Aubl.
- Kaieteurea Dwyer = Ouratea Aubl.
- Lophira Banks ex C. F. Gaertn.
- Ochna L.
- Ouratea Aubl.
- Perissocarpa Steyerm. & Maguire
- Pleuroridgea Tiegh. = Brackenridgea A. Gray
- Rhabdophyllum Tiegh. ~ Ouratea Aubl.
- Trichovaselia Tiegh. = Elvasia DC.
- Vaselia Tiegh. = Elvasia DC.